# HD 142165
HD 142165，又名CD-2412354，SAO 183900、HR 5906，是一颗恒星，视星等为5.39，位于銀經347.51，銀緯22.15，其B1900.0坐标为赤經15h 47m 55.4s，赤緯-24° 22.15′ 7″。